# Järnstämpel

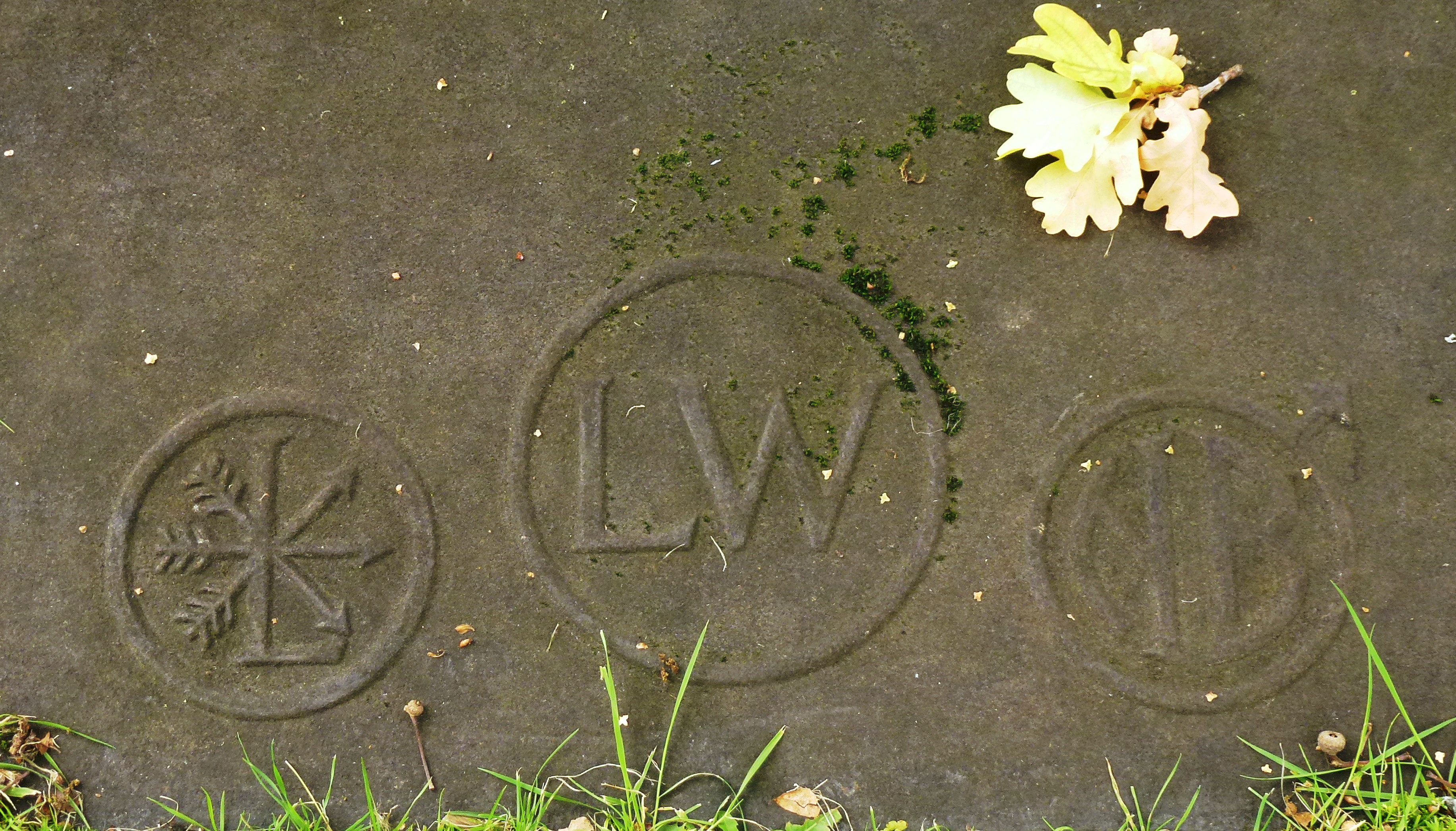
Järnstämplar visande Ludvika bruk och Nyhammars bruk (till höger).

Järnstämplar användes historiskt för att märka var och/eller av vem ett järnföremål tillverkats.
Enligt en kunglig förordning 1886 skulle all för järn- eller ståltillverkning inrättade verkstäder ha en eller flera i samma ordning som varumärken registrerad järnstämpel, och den skulle anbringas på alla till försäljning avsedda grövre järn- och stålvaror. Patent och registreringsverket utgav fram till 1918 förteckningar med avbildningar på svenska järnstämplar.
Traditionen har långa anor, vräkning av järn omtalas redan i Magnus Ladulås stadslag 1350, men verkar inte ha fått någon fast form och några järnstämplar från denna tid är inte kända. Först genom kungliga förordningar 1604 och 1671 samt senare upprepade stadgeingripanden kom järnstämplarna att bli allmänna. Järnvräkningen avskaffades genom kunglig förordning 1855.